# Dorfkirche Bötzow

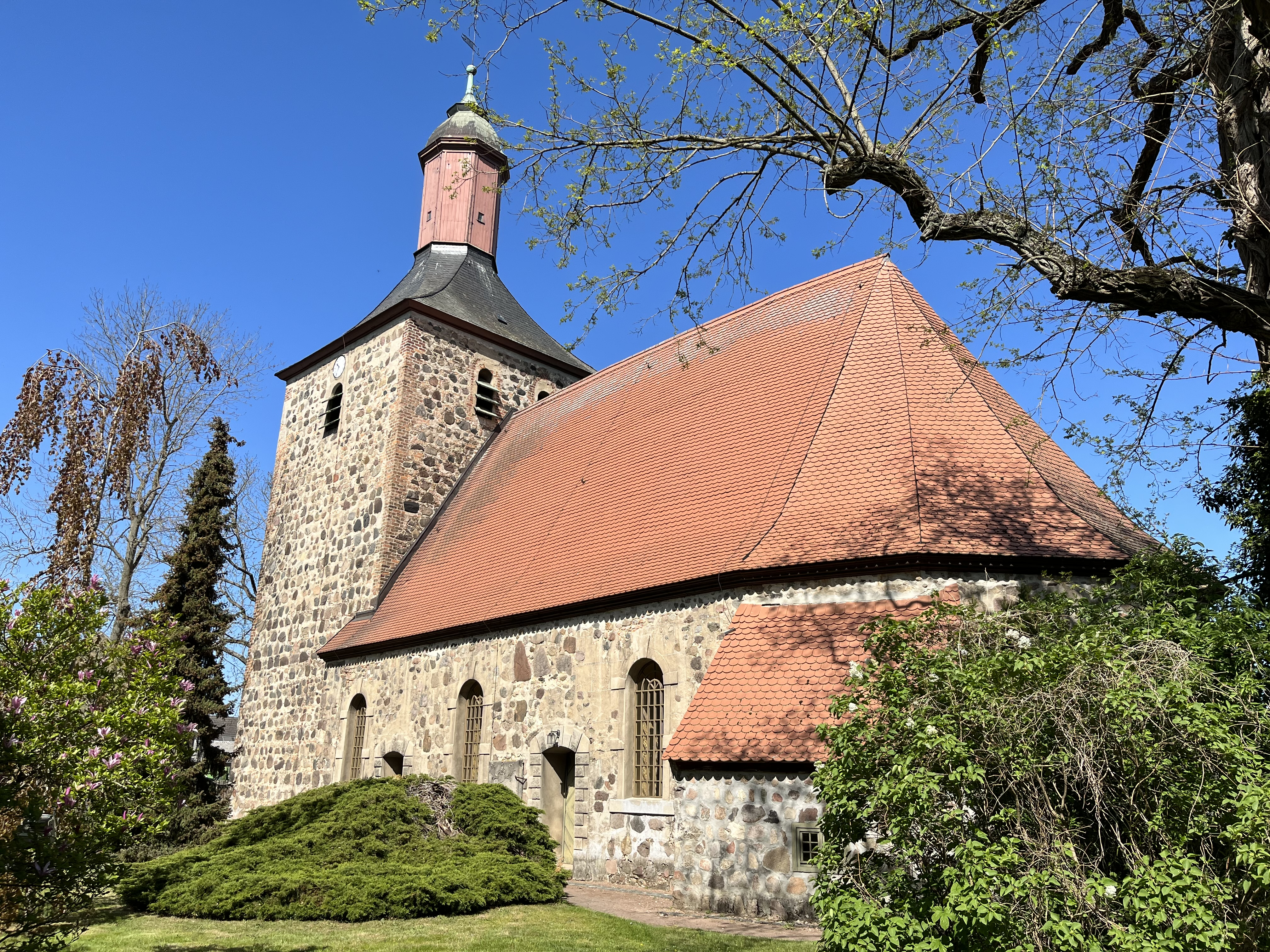
Dorfkirche Bötzow

Die evangelische Dorfkirche Bötzow ist eine Feldsteinkirche aus der ersten Hälfte des 15. Jahrhunderts in Bötzow, einem Ortsteil der Gemeinde Oberkrämer im Landkreis Oberhavel in Brandenburg. Die Kirchengemeinde gehört zum Kirchenkreis Oberes Havelland der Evangelischen Kirche Berlin-Brandenburg-schlesische Oberlausitz. Die Kirche wurde Nikolaus von Myra geweiht und wird daher auch als Nikolai-Kirche Bötzow bezeichnet.

## Lage
Die Wansdorfer Chaussee führt von Westen kommend als Dorfaue in das historische Zentrum. Die Kirche steht nördlich der Straße auf einem erhöhten Grundstück mit einem Kirchfriedhof, der mit einem Zaun eingefriedet ist.

## Geschichte
Bötzow wurde 1355 erstmals als Cotzebant urkundlich erwähnt und gehörte vor 1375 den von der Gröben zu Kotzeband, die spätestens 1394 ihren Wohnsitz im Ort errichteten. In dieser Zeit entstand in der ersten Hälfte des 15. Jahrhunderts eine Dorfkirche: Durch dendrochronologische Untersuchung konnte das verwendete Holz des Dachwerks auf das Jahr 1429 bestimmt werden. Möglicherweise entstand das Bauwerk unter Verwendung eines Vorgängerbaus, denn die Kirchengemeinde gibt als Baudatum das Jahr 1380 an. In dieser Zeit verlief durch Bötzow eine Handelsstraße, die von Berlin über Ruppin und die Prignitz bis nach Hamburg reichte. Ein Pilgerweg führte zur Wunderblutkirche in Bad Wilsnack. Beide Aspekte führten dazu, dass das Bauwerk größer und prächtiger errichtet wurde als vergleichbare Kirchen im Umland. Das Dorf war im Jahr 1450 insgesamt 64 Hufen groß; davon standen dem Pfarrer drei Hufen zu. Die Kirche besaß eine weitere Hufe. Dreißig Jahre später hatte sich der Besitz des Pfarrers auf vier Hufen erhöht; 1624 waren es wieder drei Hufen. Das Kirchenpatronat lag von vor 1540 bis 1694 bei der Familie von Gröben und fiel danach an den Kurfürsten bzw. den Fiskus. Zu Beginn des 18. Jahrhunderts erfolgte eine barocke Umgestaltung: Die Fenster wurden vergrößert, das Gestühl sowie 1726 ein neuer Altar errichtet. Bei weiteren Umbauarbeiten bekam der Kirchturm 1757 ein Zeltdach mit aufgesetzter Laterne, wodurch der Turm eine Gesamthöhe von 33 Meter erreichte. In den Jahren 2009 und 2010 erfolgte eine umfangreiche Sanierung des Innenraums, bei der auch eine Heizung der vorderen Sitzbänke eingebaut wurde.

## Baubeschreibung

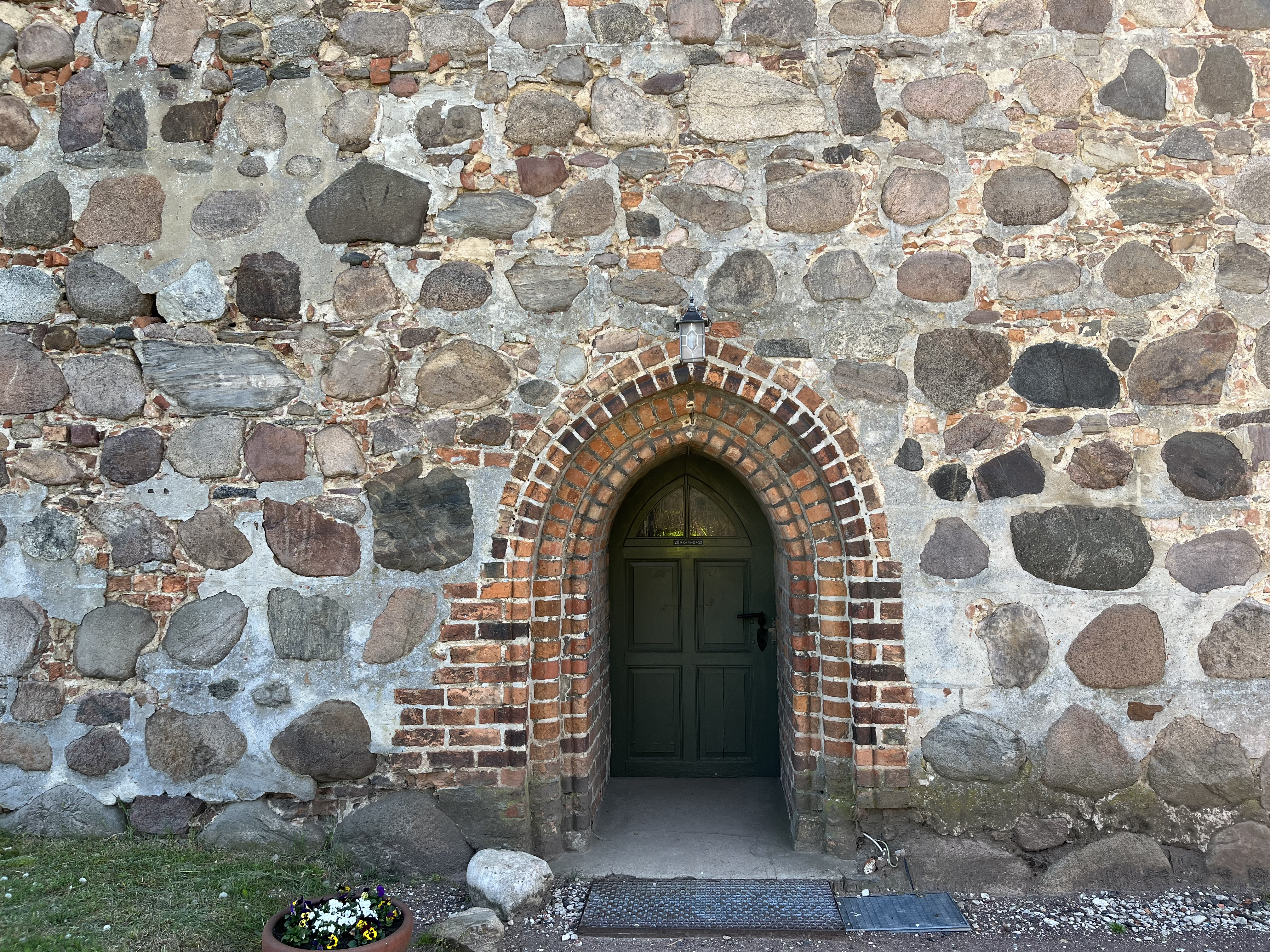
Westportal

Das Bauwerk entstand im Wesentlichen aus Feldsteinen, die im Bereich des Kirchturms vergleichsweise sorgfältig behauen und lagig geschichtet wurden. Im übrigen Baukörper wurden die Steine eher unbehauen verbaut und teilweise mit Mischmauerwerk verfüllt. Der Chor hat einen Fünfachtelschluss und ist nicht eingezogen. An der Ost- sowie der Nordostseite ist je ein großes, rundbogenförmiges Fenster, dessen Laibung durch einen aufgebrachten Putz nochmals betont wurde. An der Süd- und Südostseite befindet sich eine kleine Sakristei, die durch eine Tür von der Westseite her betreten werden kann.
Das Kirchenschiff hat einen rechteckigen Grundriss. An der Nord- und Südseite sind je drei große, rundbogenförmige Fenster, die ebenfalls durch einen Putz verziert wurden. Zwischen dem mittleren und dem östlich gelegenen Fenster befindet sich an der Südseite eine gedrückt-segmentbogenförmige Pforte. Links neben der Tür steht ein Epitaph.
Der Kirchturm hat einen quadratischen Grundriss und nimmt annähernd die volle Breite des Schiffs ein. Er kann durch ein großes Portal von Westen her betreten werden. Oberhalb befindet sich an der Westseite ein Ochsenauge, darüber eine rechteckige Klangarkade. Je eine weitere Klangarkade ist an der Nord- und Südseite, während nach Osten zwei Klangarkaden angebracht wurden. An der Südseite befindet sich unterhalb des Zeltdachs darüber hinaus eine Turmuhr. Der Turm schließt mit Laterne, Turmkugel und Wetterfahne ab.

## Ausstattung

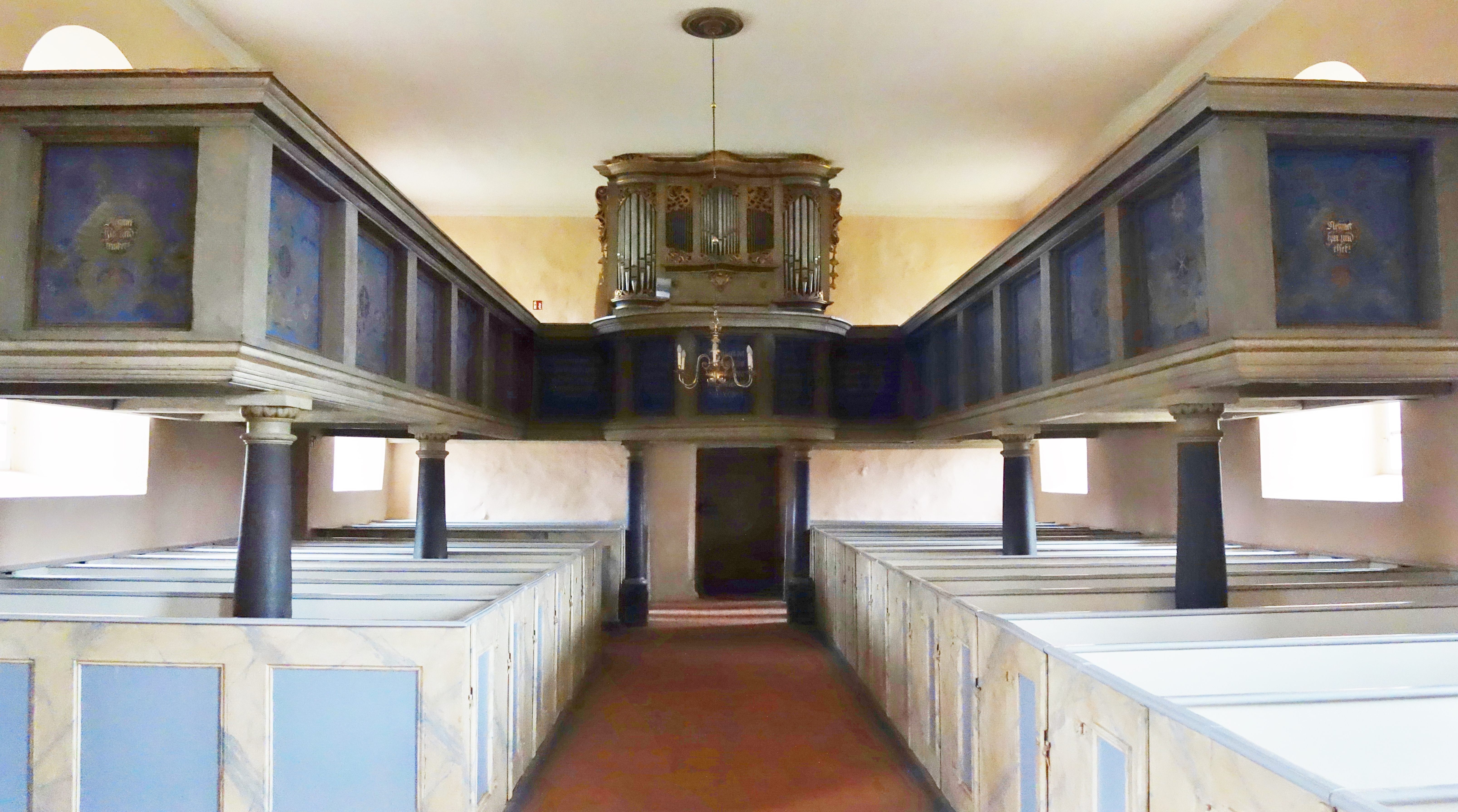
Blick durch das Kirchenschiff zur Orgel

Das hölzerne Altarretabel trägt einen Kanzelkorb mit seitlichen Emporen und entstand im Jahr 1706. Der Korb ist zwischen Weinlaubsäulen angebracht, die mit Akanthus verziert wurden. Unterhalb in der Predella ist das Abendmahl Jesu abgebildet. Oberhalb ist ein kronenförmiger Schalldeckel, der von Engeln flankiert wird.
Zur weiteren Kirchenausstattung zählt eine Fünte aus Sandstein, die 1579 gestiftet wurde und an der Kuppa mit Wappen und Diamantquadern verziert ist. Außerdem existiert eine spätgotische Sakramentsnische. Das Bauwerk trägt im Innern eine glatte Putzdecke. Bei Sanierungsarbeiten in den 1930er Jahren konnten qualitätsvolle Wandmalereien aus der Zeit um 1430 freigelegt werden. Sie stammen vermutlich aus einem umlaufenden Bildprogramm und zeigen unter anderem an der Nordwand die Marienkrönung mit Bischofsfigur sowie an der Südwand eine Heiligenfigur. In der Turmhalle steht ein figürlicher Grabstein für Ludwig von der Gröben aus der Zeit um 1600. Auf der barocken Hufeisenempore auf toskanischen Säulen steht eine Orgel, die Joachim Wagner im Jahr 1743 errichtete.
Im Turm hängt unter anderem eine Glocke von 1418, die mit dem Namen des Stifters, Werner von der Gröben verziert ist. Eine zweite Glocke stammt aus dem Jahr 1500, die dritte aus dem Jahr 1593, während die vierte bislang nicht datiert werden konnte. An der Südseite erinnert ein Epitaph an den 1716 verstorbenen Johannes Christoph Grabe. Der Kaufmann und Holzhändler starb auf einer Reise entlang der Handelsstraße in Bötzow und wurde vor Ort beerdigt. Die Inschrift lautet unter anderem wie folgt: „Ich, Graber, werde zwar am fremden Ort Begraben, / Doch eben hie auch muß die Erd des Herrn mich laben“. Am dem Kirchfriedhof erinnert – ebenfalls an der Südseite – ein Denkmal an die Gefallenen der Weltkriege.